# Kanton Saint-Mandé
Kanton Saint-Mandé (fr. Canton de Saint-Mandé) je francouzský kanton v departementu Val-de-Marne v regionu Île-de-France. Tvoří ho pouze město Saint-Mandé.